# 데바바르만
데바바르만(산스크리트어: देववर्मन) 또는 데바다르만(산스크리트어: देवधर्मन)은 제7대 마우리아 황제로, 기원전 202년부터 기원전 195년까지 마우리아 제국을 다스렸다.
푸라나에 따르면 그는 살리수카 마우리아의 후계자로서 7년이라는 짧은 기간 동안 제국을 통치하였다. 그는 그의 전임자 살리수카처럼 불의롭거나 잔인하지는 않았지만 아소카 사후의 마우리아 황제들이 그렇듯이 매우 약한 권력을 지니고 있었다. 그의 자리는 사타단반에게 계승되었다.